# 风向标

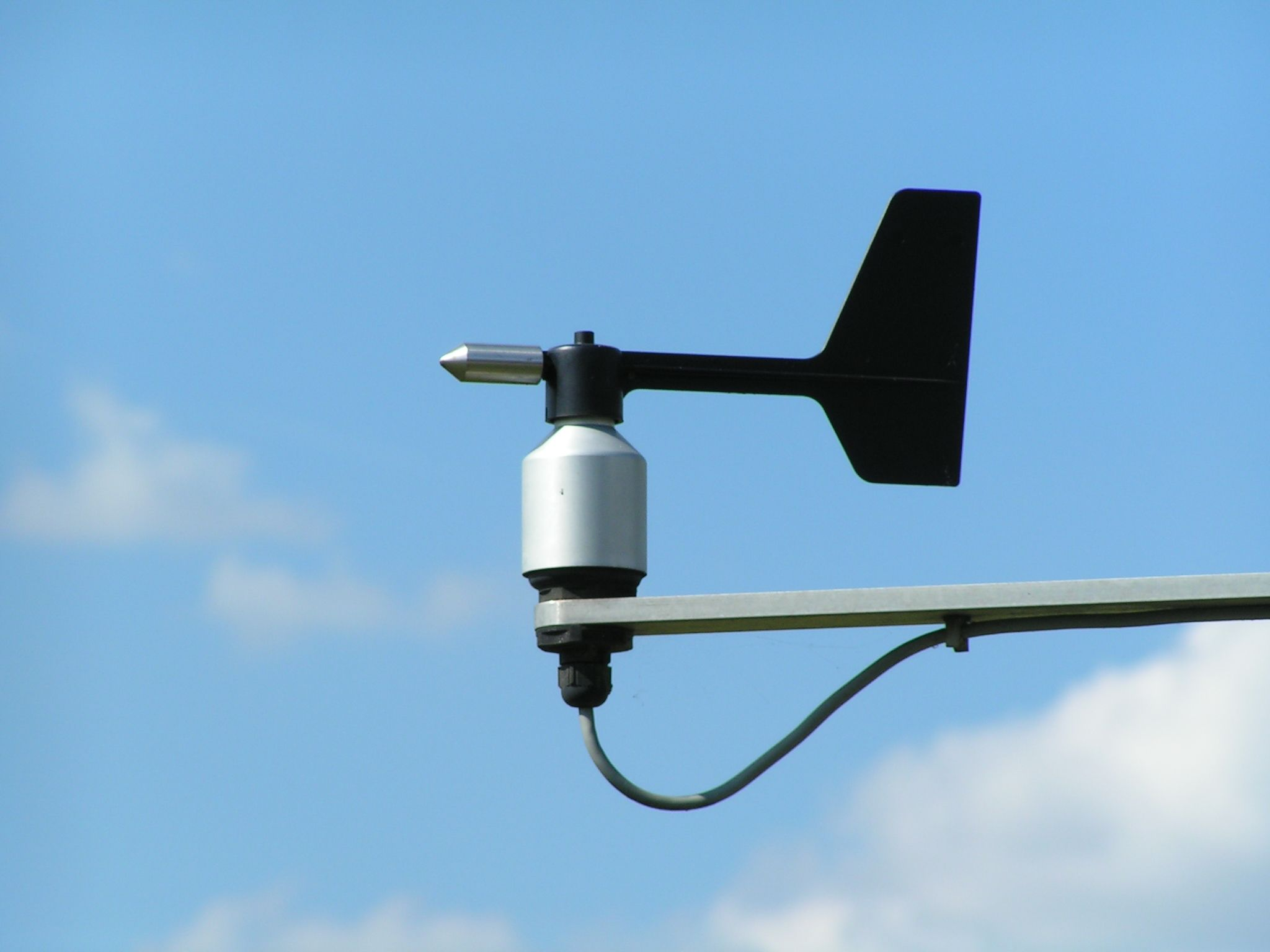
風向標

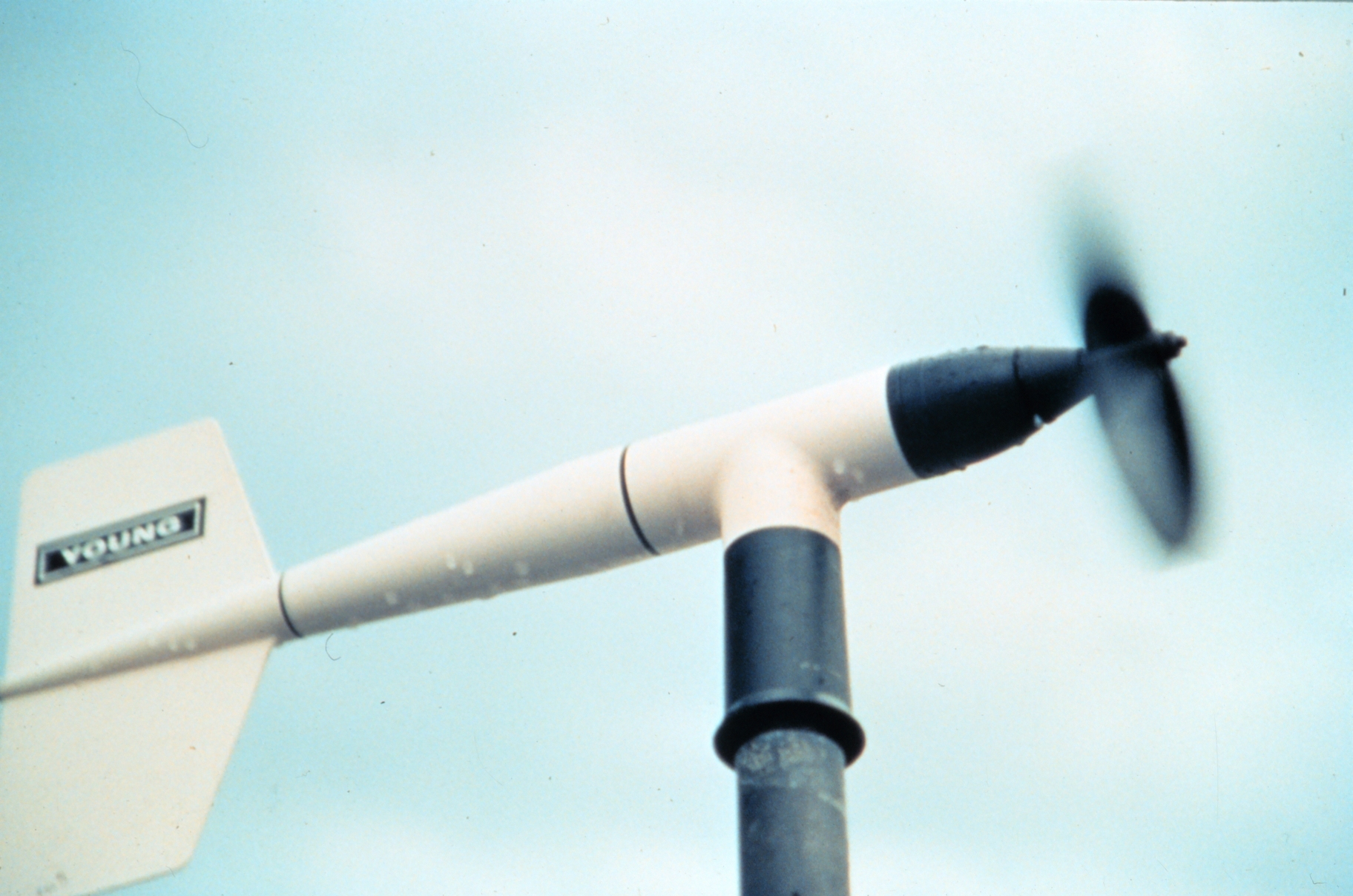
同時可測風速的風向標

风向标是测定风的来向的仪器。一般安装在四周空旷、离地约10米高的杆子上。在风压作用下，风标箭头指风的来向。一般會分作頭部、水平桿和尾翼三個部分。风向标最早的书面记载出现在中国西汉时期的《淮南子》，时称侯風扇。公元前50年古雅典建设的风之塔顶则安装了风向标保留至今。欧洲一些鸡型的风向标又称作风信鸡。

## 參考

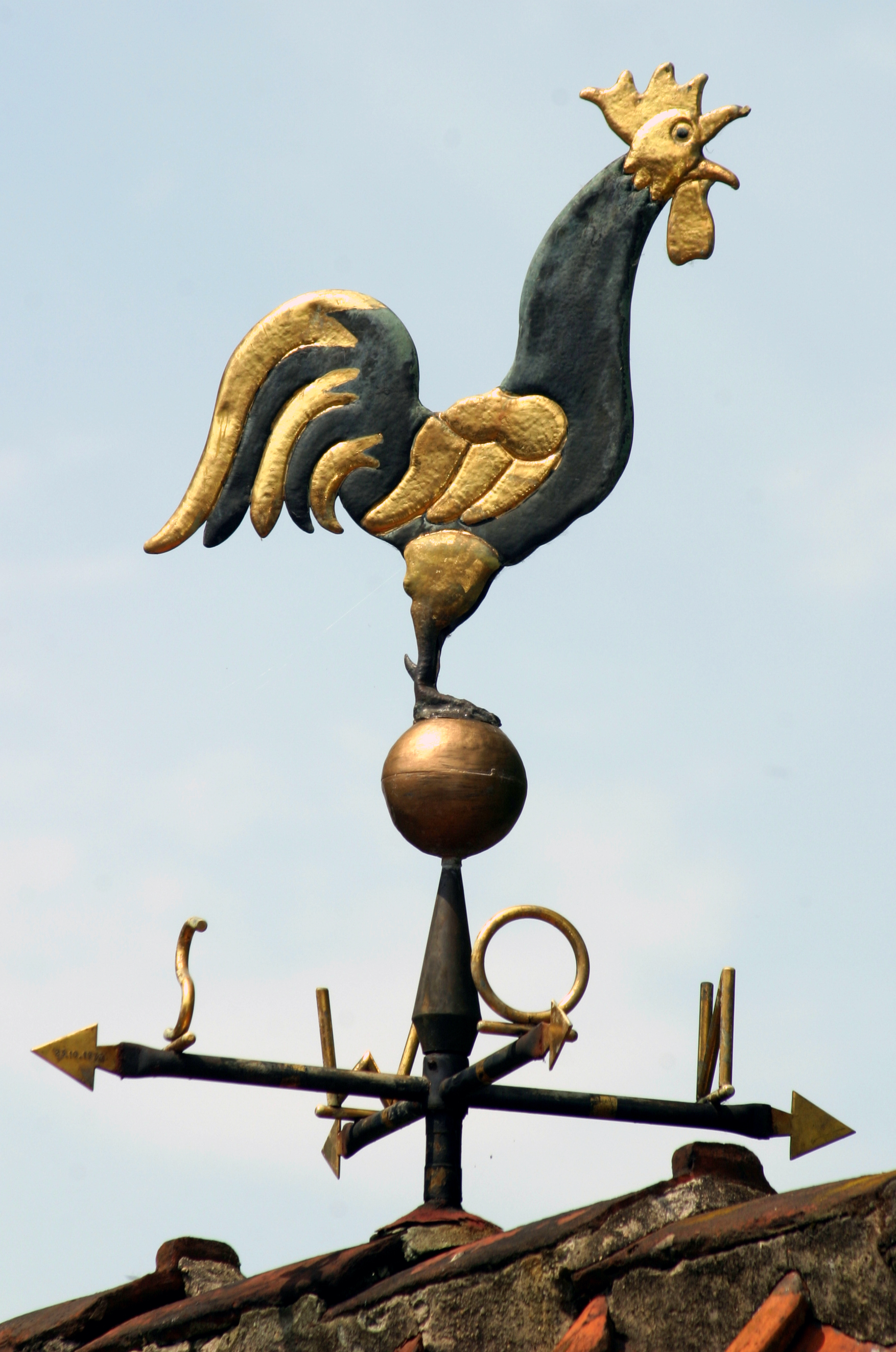
西方屋顶常见的鸡型风向标（風信雞）